# Andoni Zubizarreta
Andoni Zubizarreta Urreta (ur. 23 października 1961 w Vitorii) – hiszpański piłkarz narodowości baskijskiej, grający na pozycji bramkarza. Były rekordzista pod względem liczby występów w hiszpańskiej reprezentacji (126 meczów) i Primera División (622 mecze).

## Życiorys
Popularny "Zubi" karierę rozpoczynał w Deportivo Alavés. W 1980 roku przeniósł się do Athletic Bilbao. W klubie ze stolicy kraju Basków zadebiutował w lidze w 1982 roku, a w roku 1983 i 1984 zdobył mistrzostwo Hiszpanii. Do tego dołożył jeszcze Puchar Króla w roku 1984. Jego kariera przebiegała bardzo szybko, o czym może świadczyć fakt, że na Mundialu 1986 był podstawowym bramkarzem reprezentacji Hiszpanii. A pozycji tej nie oddał przez następne trzy mundiale (1990, 1994, 1998) i dwa turnieje o Mistrzostwo Europy (1988 i 1996).
Po Mundialu w Meksyku kupiła go FC Barcelona. Dostał trudne zadanie zastąpienia słynnego Urrutiego. Andoni nie został przyjęty dobrze przez kibiców, na powitanie kibice na Camp Nou wywiesili transparent z napisem „do domu”. Zubizarreta jednak nie przejął się tym i szybko zaczął gromadzić trofea. W klubie ze stolicy Katalonii Andoni odnosił swoje największe sukcesy. Już w pierwszym sezonie w nowym klubie zdobył trofeum Zamory dla najlepszego bramkarza ligi hiszpańskiej. Następne sukcesy przyszły wraz z pojawieniem się Johana Cruijffa w FC Barcelona. Największe z nich to czterokrotne mistrzostwo Hiszpanii w latach 1991, 1992, 1993 i 1994, dwa Puchary Króla (1988 i 1990), Puchar Zdobywców Pucharów w roku 1989, Puchar Europy 1992 oraz Superpuchar Europy 1993. Z FC Barcelona odszedł po finale Ligi Mistrzów w roku 1994 który FC Barcelona przegrała 0:4 z AC Milan. Oficjalnym powodem miało być odmłodzenie składu, a nieoficjalnie mówiono, że był skłócony z Johanem Cruijffem, który szykował do występów w bramce swojego zięcia.
Z Barcelony odszedł w lipcu 1994 do Valencia CF, gdzie nie odniósł już większych sukcesów. Największym osiągnięciem podczas pobytu w klubie ze stolicy Lewantu było zajęcie drugiego miejsca w lidze w sezonie 1995–1996. Karierę zakończył po Mistrzostwach Świata we Francji, gdzie popełnił fatalny w skutkach błąd w meczu z Nigerią który kosztował Hiszpanów awans do dalszej rundy.
Obecnie jest komentatorem sportowym w radiu i telewizji.
2 lipca 2010 został dyrektorem sportowym FC Barcelona. 5 stycznia 2015 utracił tę posadę.